# Miquel Pastor Tous
Miquel Pastor Tous és director del Servei de Biblioteca i Documentació de la Universitat de les Illes Balears (1999-2009). Abans fou batle d'Artà des de 1987 fins a 1995 (dues legislatures) per Unió d'Independents d'Artà. El seu pare ja fou batle de la localitat anys enrere (1971-1975).